# Rostellularia
Rostellularia, biljni rod iz porodice primogovki smješten u tribus Justicieae, dio potporodice Acanthoideae. Sastoji se između 25  i 33 vrste iz suptropske i tropske Azije, Malezije, Australije, Madagaskara i dijelova Afrike.  Opisan je u Handbuch des Naturlichen Pflanzensystems 190. 1837. 

## Opis
Polegnute do uzdignute jednogodišnje i višegodišnje biljke, obično s ± uglatim stabljikama, i ± suženim u čvorovima. Listovi s velikim zakrivljenim cistolitima i ponekad manjim ravnim cistolitima na gornjoj površini. Cvatovi terminalni, gusti klasovi nagnuti, brakteje se obično preklapaju, svaka brakteja pokriva 1 cvijet; brakteje često s hijalinskim rubovima; brakteole manje od brakteja. Segmenti čaške obično 4, s hijalinim ostatkom petog. Cijev vjenčića gore proširena, dvousna. Prašnici 2. Jajnik s 2 ovula po lokulusu. Elipsoidne kapsule; sjemenke 1-4, okrugle.

## Vrste
GBIF ima na poopisu 34 vrste.
1. Rostellularia adscendens (R.Br.) R.Barker
2. Rostellularia andamanica Vasudeva Rao
3. Rostellularia ardjunensis Bremek.
4. Rostellularia assamica (C.B.Clarke) J.L.Ellis
5. Rostellularia backeri Bremek.
6. Rostellularia bankaoensis Bremek.
7. Rostellularia brachystachya (Thouars ex Schult.) Nees
8. Rostellularia chiengmaiensis Bremek.
9. Rostellularia diffusa (Willd.) Nees
10. Rostellularia hayatae (Yamam.) S.S.Ying
11. Rostellularia hijangensis Bremek.
12. Rostellularia humilis H.S.Lo
13. Rostellularia khasiana (C.B.Clarke) J.L.Ellis
14. Rostellularia lanceolata Bremek.
15. Rostellularia latispica (C.B.Clarke) Bremek.
16. Rostellularia linearifolia Bremek.
17. Rostellularia mollissima (Nees) Nees
18. Rostellularia nagpurensis (V.A.W.Graham) M.R.Almeida
19. Rostellularia obtusa Nees
20. Rostellularia ovata Bremek.
21. Rostellularia palustris Bremek.
22. Rostellularia peploides (Nees) Nees
23. Rostellularia procumbens (L.) Nees
24. Rostellularia prognanthera F.Muell.
25. Rostellularia prostrata (Roxb. ex C.B.Clarke) R.B.Majumdar
26. Rostellularia psychotrioides (Thouars ex Schult.) Nees
27. Rostellularia quinquangularis (J.Koenig ex Roxb.) Nees
28. Rostellularia rachaburensis Bremek.
29. Rostellularia rotundifolia (Nees) Nees
30. Rostellularia royeniana (C.B.Clarke) Nees
31. Rostellularia serpyllifolia (Benth. ex C.B.Clarke) Bremek.
32. Rostellularia simplex Wight
33. Rostellularia smeruensis Bremek.
34. Rostellularia vahlii (Roth) Nees

## Sinonimi
- Rostellaria Nees; Pl. Asiat. Rar. [Wallich] 3: 76 (1832), nom. illeg.